# Eine Liebe für den Frieden – Bertha von Suttner und Alfred Nobel
Eine Liebe für den Frieden – Bertha von Suttner und Alfred Nobel (auch: Madame Nobel) ist ein österreichisch-deutsch-tschechischer Fernsehfilm aus dem Jahr 2014 von Urs Egger mit Birgit Minichmayr als Bertha von Suttner und Sebastian Koch als Alfred Nobel. Die Erstausstrahlung erfolgte am 10. Dezember 2014 im ORF und am 3. Jänner 2015 im Ersten. Das Drehbuch von Rainer Berg und Thomas Wendrich basiert auf dem Theaterstück Mr. & Mrs. Nobel von Esther Vilar.

## Handlung
Vor der Preisverleihung zum Friedensnobelpreis 1905 in Norwegen wird Bertha von Suttner nach ihrer Beziehung zu Alfred Nobel befragt, sie antwortet darauf mit „Wir waren füreinander bestimmt“.
1876 arbeitet Bertha, geborene Gräfin Kinsky, als Erzieherin auf Schloss Harmannsdorf im Hause des Freiherrn von Suttner. Als sich Bertha und der Sohn des Hauses, Arthur von Suttner, ineinander verlieben, ist das für seine Eltern ein Skandal, weil Bertha um sieben Jahre älter ist als Arthur. Arthurs Eltern schicken Bertha fort, sie soll sich als Privatsekretärin von Alfred Nobel in Paris bewerben, wo sie auch angenommen wird. Die beiden verstehen sich auf Anhieb sehr gut, Alfred erzählt Bertha von einer von ihm verfassten Ballade und ermuntert Bertha daraufhin ebenfalls zu schreiben.
Zwei Wochen nach ihrer Ankunft in Paris wird Nobel nach Stockholm beordert, wo der König eine neue Fabrik eröffnet. Währenddessen sucht Arthur Bertha in Paris auf, Arthur wurde enterbt und von seinem Vater verstoßen. Die beiden brennen miteinander durch. Nobel reist nach Wien, wo er vom Concierge erfährt, dass Arthur und Bertha überstürzt geheiratet haben und in den Kaukasus gezogen sind. Außerdem lernt er dort das Blumenmädchen Sophie Hess kennen, die ihn nach Paris zurückbegleitet. Alfred erhält einen Brief von Bertha, in dem sie ihm mitteilt, dass sie eine Stellung für ihren Mann in Petersburg erhofft.
Im Kaukasus erleben Bertha und Arthur den Russisch-Türkischen Krieg. Arthur versucht sich als Kriegsberichterstatter um Geld zu verdienen. Währenddessen führen Bertha und Alfred einen Briefwechsel, in dem sie ihr Entsetzen über die Grausamkeiten des Krieges zum Ausdruck bringt. Von Arthur erfährt Bertha, dass der Zar bei einem Attentat durch Dynamit getötet wurde. Arthur und Bertha kehren daraufhin nach Wien zu seinen Eltern zurück.
Nachdem sich Bertha in Wien von der konservativen Gesellschaft und deren Weltbild eingeengt fühlt und den intellektuellen Austausch vermisst, besuchen Bertha und Arthur Alfred Nobel in Paris, wo er sie dem Vater der französischen Friedensbewegung vorstellt. Dass Nobel mit seinen Erfindungen wie Dynamit und Ballistit die Voraussetzungen für den Krieg schaffe, ist vor allem Arthur ein Dorn im Auge. Nobel rechtfertigt sich damit, dass andere ähnliche Erfindungen gemacht hätten und er nur etwas schneller war, außerdem wurde damit der Bau des Gotthardtunnels ermöglicht.
Wieder zurück in Wien verarbeitet sie ihre Erlebnisse im Kaukasus in ihrem Roman Die Waffen nieder! Sie findet allerdings zunächst keinen Verleger, weil sich zu viele durch den Inhalt verletzt fühlen würden. Nobel schlägt ihr vor in Leipzig zu publizieren, wo ihr Manuskript schließlich angenommen und veröffentlicht wird. Die Publikation wird in zahlreiche Sprachen übersetzt und beschert ihr den internationalen Durchbruch. Mit den Einnahmen aus dem Buchverkauf möchte sie die Teilnahme der Wiener Gruppe am Weltfriedenskongress in Rom unterstützen, Arthur jedoch will die Mittel zu Sanierung des im Familienbesitz befindlichen Steinbruches verwenden.
Nobel wird die Erlaubnis für chemische Experimente in Frankreich entzogen, nachdem er das Patent für Ballistit verkauft hat. In Frankreich wird dies als Hochverrat betrachtet, obwohl die französische Regierung den Kauf zuvor abgelehnt hatte. Er übersiedelt nach Sanremo in Italien, wo er ein Haus am Meer gekauft hat. Aufgrund finanzieller Schwierigkeiten bittet Bertha Alfred um finanzielle Hilfe für die Friedensgesellschaft, Nobel erklärt sich dazu bereit. Nach einem Aufeinandertreffen der beiden auf dem Internationalen Friedenskongress in Bern verfasst Nobel sein Testament, mit seinem Vermögen stiftet er den Nobelpreis. Alfred Nobel stirbt, Bertha von Suttner erhält 1905 als erste Frau den Friedensnobelpreis.

## Produktion und Hintergrund

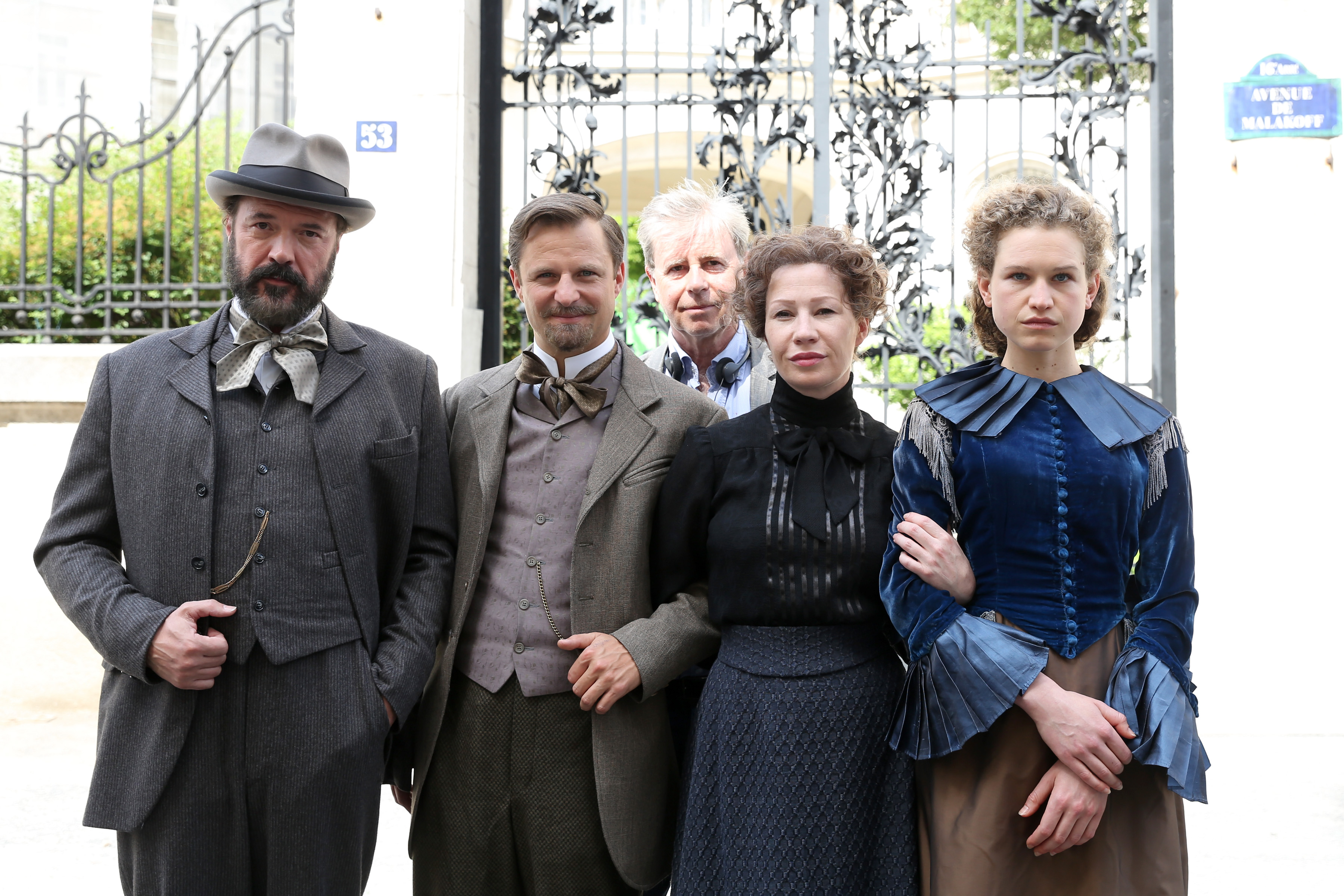
Regisseur Urs Egger (Mitte) mit den Hauptdarstellern bei den Dreharbeiten in Wien 2014

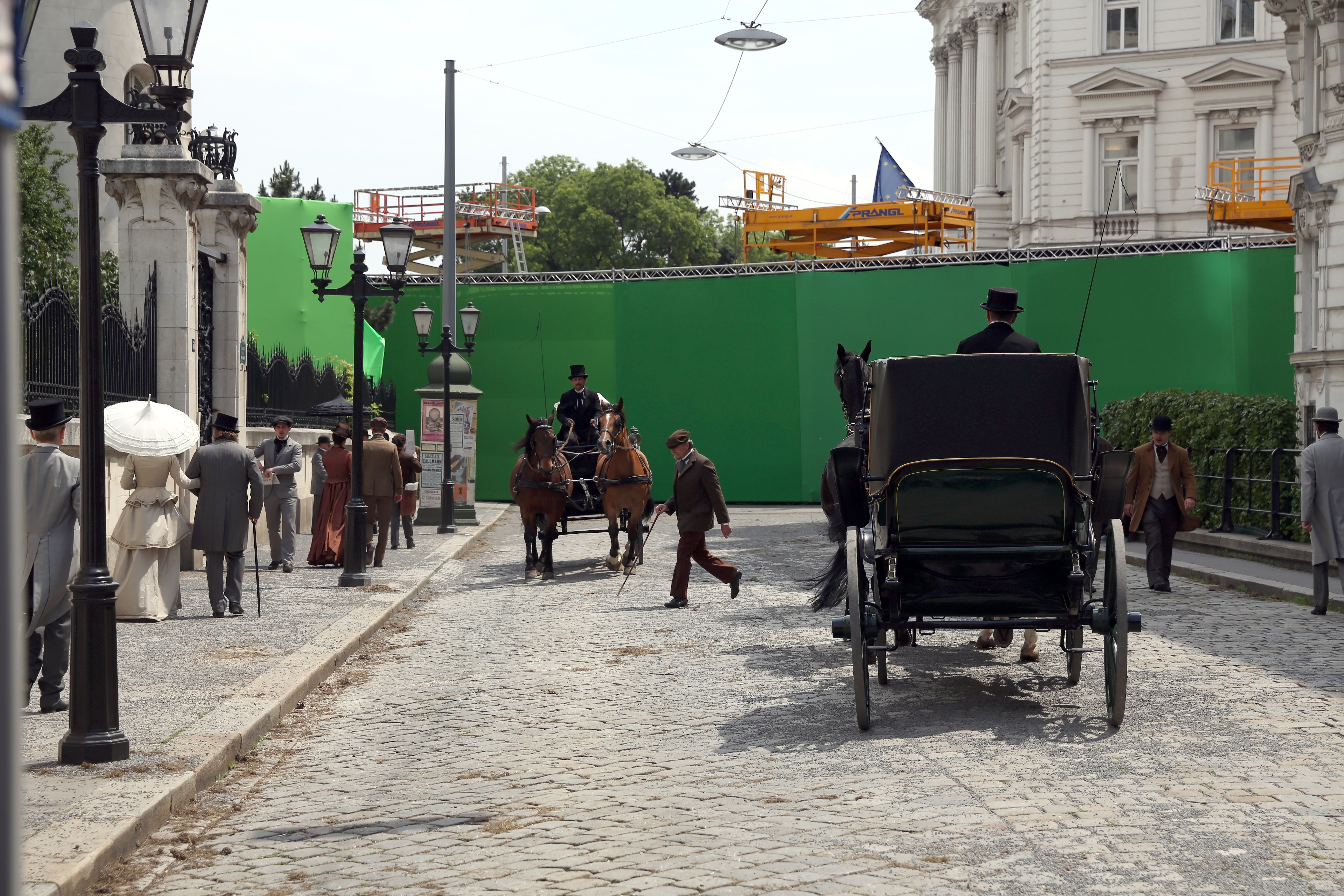
Greenscreen bei Außenaufnahmen 2014

Die Dreharbeiten fanden vom 23. April bis zum 2. Juni 2014 in Wien und Niederösterreich statt. Drehorte waren unter anderem der Schlosspark Schönbrunn, der historische Sitzungssaal des Abgeordnetenhauses bzw. der Bundesversammlung im Parlamentsgebäude, Schloss Goldegg und Schloss Harmannsdorf sowie die Französische Botschaft in Wien, die als Nobels Wohnung in Paris diente.
Produziert wurde der Film von der österreichischen Mona Film bzw. der deutschen Tivoli Film der beiden Produzenten Thomas Hroch und Gerald Podgornig, Koproduzent war die tschechische Wilma Film s.r.o., beteiligt waren der Österreichische und der Bayerische Rundfunk und ARD Degeto, unterstützt wurde die Produktion vom Fernsehfonds Austria, vom Filmfonds Wien, vom FilmFernsehFonds Bayern, der Kulturförderung des Landes Niederösterreich und MEDIA.
Für den Ton zeichnete Thomas Szabolcs verantwortlich, für die Ausstattung Florian Reichmann, für die Kostüme Birgit Hutter und für das Maskenbild Monika Fischer-Vorauer, Andreas Meixner und Karoline Strobl.

## Auszeichnungen und Nominierungen
- Romyverleihung 2015 – Nominierung in der Kategorie Bester Produzent TV-Film[3]

## Rezeption
Die Erstausstrahlung im ORF verfolgten durchschnittlich 648.000 Zuschauer. In Deutschland sahen den Film bei Erstausstrahlung im Ersten 3,36 Millionen Zuschauer, der Marktanteil lag bei 10,4 Prozent.
Rainer Tittelbach von tittelbach.tv bezeichnete den Film als „Denkmal für zwei Denker des ausgehenden 19. Jahrhunderts“. Der Film mache aus der historischen Bekanntschaft zwischen Bertha von Suttner und Alfred Nobel „eine unerfüllte Liebe zweier großer Persönlichkeiten, die füreinander bestimmt sind. Der Film ist ein dramaturgisch und ästhetisch unspektakuläres, emotional wohltemperiertes Ausstattungsstück mit zwei großen, souveränen Schauspielern.“
Der Spiegel Online schrieb, der Film sei aufwendig produziert und wolle als Breitwand-Melodram den Zuschauer unbedingt packen. „Da steht Minichmayr schon mal mit blutigen Händen im Lazarett, während im Hintergrund zum wabernden Grauen eine dramatische Geige spielt. Als Symbol taugt diese Szene natürlich in Wirklichkeit gar nicht, weil Krieg Männersache war (und beinah immer noch ausschließlich ist), und manchmal, in den als amourös markierten Teilen des Films, muss die Suttner auch allzu banal daherreden.“